# Bloudkova nagrada
Bloudkova nagrada je najvišje državno priznanje Republike Slovenije, ki jo od leta 1965 podeljuje Odbor za podeljevanje Bloudkovih priznanj za dosežke na področju športa. Imenovana so po velikem športnem delavcu in funkcionarju Stanku Bloudku. Poleg Bloudkovih nagrad, ki so najbolj cenjene, se podeljujejo tudi Bloudkove plakete. 9. junija 2025 je bilo na podlagi zakona, sprejetega 18. oktobra 2023 Državnem zboru Republike Slovenije, za nazaj podeljenih 34 nagrad, saj nagrado po novem zakonu samodejno prejmejo dobitniki olimpijskih in paraolimpijskih medalj, medalj na olimpijadi gluhih in naglušnih ter medalj na šahovski olimpijadi.

## Dobitniki Bloudkovih nagrad
| Za leto  | Dobitnik | Področje                                                                             |
| -------- | --- | ------------------------------------------------------------------------------------ |
| 1965     | Marjan Božič | Projektiranje športnih objektov                                                      |
| 1965     | Miro Cerar | Gimnastika                                                                           |
| 1965     | Rudolf Cvetko | Sabljanje                                                                            |
| 1965     | Ante Gnidovec | Razvoj alpskega smučanja                                                             |
| 1965     | Fedor Gradišnik                                                                                                  | Razvoj atletike                                                                      |
| 1965     | Jelica Vazzaz | Gimnastika                                                                           |
| 1965     | Atletsko društvo Kladivar Celje                                                                                  | Razvoj atletike                                                                      |
| 1965     | Planinski vestnik                                                                                                | Planinstvo                                                                           |
| 1965     | Plavalni klub Ljubljana                                                                                          | Plavanje                                                                             |
| 1965     | Smučarski klub Enotnost                                                                                          | Alpsko smučanje                                                                      |
| 1965     | TVD Partizan Železničar                                                                                          | Gimnastika, odbojka, smučanje in sankanje                                            |
| 1966     | Ivo Daneu | Košarka                                                                              |
| 1966     | Fedor Košir | Planinstvo                                                                           |
| 1966     | Leopold Krese | Organizacijsko delo v športu                                                         |
| 1966     | Stane Pelan | Tenis, namizni tenis in smučanje                                                     |
| 1966     | Drago Ulaga | Strokovno delo v športu                                                              |
| 1966     | Akademski košarkarski klub Olimpija                                                                              | Košarka                                                                              |
| 1966     | Hokejski klub Jesenice                                                                                           | Hokej na ledu                                                                        |
| 1966     | Odbor Po poteh partizanske Ljubljane                                                                             | Obujanje tradicije NOB in spodbujanje rekreacije                                     |
| 1966     | TVD Partizan Maribor I                                                                                           | Športni uspehi in delo z mladimi                                                     |
| 1967     | Boris Gregorka                                                                                                   | Gimnastika                                                                           |
| 1967     | Stanko Lorger | Atletika                                                                             |
| 1967     | Vasja Pirc | Šah                                                                                  |
| 1967     | Zoran Polič | Publicistično delo v telesni kulturi                                                 |
| 1967     | Miha Potočnik | Razvoj planinstva in alpinizma                                                       |
| 1967     | Tvd Partizan Narodni dom                                                                                         | Športni uspehi in delo z mladimi                                                     |
| 1967     | ŽŠD Maribor | Množično vključevanje občanov                                                        |
| 1968     | Ciril Hočevar | Življenjsko delo v športu                                                            |
| 1968     | Gregor Klančnik                                                                                                  | smučanje in planinstvo                                                               |
| 1968     | Avgust Pohar | Alpsko smučanje                                                                      |
| 1968     | Drago Stepišnik                                                                                                  | Delo v telesni kulturi                                                               |
| 1968     | Miro Steržaj | kegljanje                                                                            |
| 1968     | TVD Partizan Kočevje                                                                                             | Delo z mladimi in športna dejavnost                                                  |
| 1969     | Danilo Dougan | Organizacijsko delo v športu                                                         |
| 1969     | Vlado in Janez Gorišek                                                                                           | Izgradnja Planiške velikanke                                                         |
| 1969     | Avgust Likovnik                                                                                                  | Organizacijsko delo v kegljanju                                                      |
| 1969     | Športno društvo Branik                                                                                           | Uspehi v tekmovalnem in množičnem športu                                             |
| 1969     | TVD Partizan Kovinar                                                                                             | Delo z mladimi in športna dejavnost                                                  |
| 1970     | Joža Čop | Planinstvo in alpinizem                                                              |
| 1970     | Boris Kristančič                                                                                                 | Košarka                                                                              |
| 1970     | Miloš Stergar | Gimnastika                                                                           |
| 1970     | Alojz Šef | Športna medicina                                                                     |
| 1970     | Smučarsko društvo Jesenice                                                                                       | Alpsko smučanje                                                                      |
| 1971     | Tone Bučer | Planinstvo                                                                           |
| 1971     | Tine Orel | Planinstvo                                                                           |
| 1971     | Marko Rožman | Strokovno in organizacijsko delo v športu                                            |
| 1971     | Tomaž Šavnik | Gimnastika                                                                           |
| 1971     | Namiznoteniški klub Olimpija                                                                                     | Namizni tenis                                                                        |
| 1971     | Občinski sindikalni svet Celje                                                                                   | Vključevanje delovnih ljudi v športno-rekreacijsko dejavnost                         |
| 1972     | Niko Belopavlovič                                                                                                | Razvoj smučanja                                                                      |
| 1972     | Karel Jug | Razvoj šolske telesne vzgoje in kulture                                              |
| 1972     | Jože Šater | Vsestranska aktivnost na področju telesne kulture                                    |
| 1972     | Viktor Šenica | Gimnastika                                                                           |
| 1972     | Gorska reševalna služba Slovenije                                                                                | Izredno požrtvovalno delo pri reševanju v gorah                                      |
| 1973     | Jože Beslič | Uveljavitev šole v naravi                                                            |
| 1973     | Vinko Jelovac | Košarka                                                                              |
| 1973     | Ljubo Jovan | Razvoj športne rekreacije                                                            |
| 1973     | Nataša Urbančič                                                                                                  | Atletika                                                                             |
| 1973     | Jože Vild | Razvoj telesne kulture                                                               |
| 1973     | Športno društvo Fužinar                                                                                          | Razvoj telesne kulture na Koroškem                                                   |
| 1974     | Slavko Demšar | Dolgoletno delo v telesni kulturi                                                    |
| 1974     | Jože Glonar | Plodno delo v telesni kulturi                                                        |
| 1974     | Aleš Kunaver | Planinstvo in alpinizem                                                              |
| 1974     | Jože Švigelj | Alpsko smučanje                                                                      |
| 1974     | Športno društvo Triglav                                                                                          | Dvajsetletno uspešno delo v občini                                                   |
| 1975     | Stane Lavrič | Uspešno delo v invalidskem športu                                                    |
| 1975     | Vlado Mišica | Športno strelstvo                                                                    |
| 1975     | Krešimir Petrović                                                                                                | Sociologija športa                                                                   |
| 1975     | Jože Štrafela | Vsestransko organizacijsko in strokovno delo v športu                                |
| 1975     | VI. Jugoslovanska alpinistična himalajska odprava                                                                | Alpinizem - osvojitev gore Makalu                                                    |
| 1975     | Odbor Po poteh partizanske Jelovice                                                                              | Obujanje tradicije NOB in spodbujanje rekreacije                                     |
| 1975     | Telesnokulturna skupnost Ravne                                                                                   | Telesnokulturna dejavnost                                                            |
| 1976     | Jože Borštnar | Organizacijsko delo in dosežke pri gradnji športnih objektov                         |
| 1976     | Mima Jaušovec | Tenis                                                                                |
| 1976     | Cvetka Klančnik - Belin                                                                                          | Jadralstvo                                                                           |
| 1976     | Atletski klub Olimpija                                                                                           | Tekmovalni dosežki v atletiki                                                        |
| 1976     | TVD Partizan Maribor – Studenci                                                                                  | Amatersko delo v telesni vzgoji in športni rekreaciji                                |
| 1977     | Jože Gogala | Hokej in drsanje                                                                     |
| 1977     | Jože Malič | Dolgoletno delovanje v športu                                                        |
| 1977     | Jože Šturm | Pedagoško in znanstveno delo v telesni kulturi                                       |
| 1977     | Konjeniški klub Ljutomer                                                                                         | Razvoj konjeništva                                                                   |
| 1977     | Telesnokulturna skupnost Novo mesto                                                                              | Uresničevanje novih usmeritev v telesni kulturi                                      |
| 1978     | Janez Gabršek | Strokovno in organizacijsko delo v atletiki                                          |
| 1978     | Ada Klanjšek | Dolgoletno uspešno delo v športu                                                     |
| 1978     | Borut Petrič | Plavanje                                                                             |
| 1978     | Drago Požar | Razvoj množičnosti v športu in izgradnja športnih objektov                           |
| 1978     | Športno društvo Slovan                                                                                           | Preobrazba športnega življenja v širšem območju Ljubljane                            |
| 1978     | Šolsko športno društvo Simon Jenko                                                                               | Uspešno delo v šolskem športu                                                        |
| 1979     | Vlado Dernač | Organizacijsko delo v invalidskem športu                                             |
| 1979     | Ružica Kovačič                                                                                                   | Vsestransko delo na področju gimnastike                                              |
| 1979     | Bojan Križaj | Alpsko smučanje                                                                      |
| 1979     | Ivan Križnar | Strokovno in organizacijsko delo v telesni kulturi                                   |
| 1979     | Jugoslovanska alpinistična odprava – Everest 79                                                                  | Alpinizem - osvojitev najvišje gore sveta po novi smeri                              |
| 1979     | Plavalni klub Triglav                                                                                            | Strokovno in organizacijsko delo, vrhunski športni dosežki                           |
| 1979     | Poveljstvo ljubljanskega armadnega območja                                                                       | Uresničevanje sodobne vloge telesne kulture pri nas                                  |
| 1980     | Jože Geršak | Organizacijsko in strokovno delo v športu                                            |
| 1980     | Marijan Skušek                                                                                                   | Strokovno in organizacijsko delo v atletiki                                          |
| 1980     | Delovna organizacija Elan                                                                                        | Razvojno delo, prispevek k množičnosti telesne kulture in športa                     |
| 1980     | Planinsko društvo Kamnik                                                                                         | Uspešno delo v slovenskem planinskem gibanju                                         |
| 1980     | Zveza letalskih organizacij Slovenije                                                                            | Uveljavitev letalskega športa v Sloveniji, vrhunski dosežki                          |
| 1981     | Drago Petrič | Strokovno in trenersko delo v plavanju                                               |
| 1981     | Marko Račič | Dolgoletno delo v atletiki                                                           |
| 1981     | Miloš Rutar | Razvijanje pridobitev in vrednot NOB na področju smučarskega športa                  |
| 1981     | Miro Vesel | Organizacijsko in strokovno delo v invalidskem športu                                |
| 1981     | Anton Videnšek                                                                                                   | Tekmovalni uspehi v letalskem modelarstvu                                            |
| 1981     | TVD Partizan Gaberje                                                                                             | Uspešno delo v športu s strokovno zasnovanim programom                               |
| 1981     | OZD Železarna Ravne                                                                                              | Načrtna telesnokulturna dejavnost delavcev in drugih krajanov                        |
| 1982     | Vinko Cajnko | Življenjsko delo v športu                                                            |
| 1982     | Ljuban Jakše | Organizacijsko delo v šahu                                                           |
| 1982     | Stane Koblar | Delo v Planinski in Smučarski zvezi                                                  |
| 1982     | Darjan Petrič | Plavanje                                                                             |
| 1982     | Boris Strel | Alpsko smučanje                                                                      |
| 1982     | Tone Vogrinec | Trenersko delo in vodenje alpske smučarske reprezentance Jugoslavije                 |
| 1982     | Alpski letalski center Lesce - Bled                                                                              | Razvoj športnega letalstva in padalstva                                              |
| 1982     | Visoka šola za telesno kulturo Ljubljana                                                                         | Vzgojno, izobraževalno in raziskovalno delo na področju športa                       |
| 1983     | Janez Aljančič                                                                                                   | Uspešno delo predvsem pri gradnji športnih objektov                                  |
| 1983     | Marjan Lenarčič                                                                                                  | 30-letno organizacijsko delo v športu                                                |
| 1983     | Srečko Masle | Kanu na divjih vodah                                                                 |
| 1983     | Draga Mislej | Dolgoletno uspešno delo v športu                                                     |
| 1983     | Janez Pavčič | Dolgoletno vsestransko delo v športu                                                 |
| 1983     | Bojan Polak - Stjenka                                                                                            | Dolgoletno vsestransko delovanje v športu                                            |
| 1983     | Smučarski klub snežinka                                                                                          | Velik prispevek k razvoju smučanja                                                   |
| 1983     | Šolski center za telesno vzgojo Ljubljana                                                                        | Pomembno delo pri vzgoji strokovnih kadrov                                           |
| 1983     | TVD Mozirje | Stoletno delovanje                                                                   |
| 1983     | Združenje slovenskih športnih društev v Italiji                                                                  | Razmah športa med zamejskimi Slovenci                                                |
| 1984     | Jure Franko | Alpsko smučanje                                                                      |
| 1984     | Filip Gartner | Uspešno strokovno vodenje moške alpske smučarske reprezentance                       |
| 1984     | Janko Grošelj | Vsestransko delo v športu, zlasti v težkoatletskih panogah.                          |
| 1984     | Franc Knez | Alpinizem                                                                            |
| 1984     | Dušan Novak | Dolgoletno delo v športu, zlasti v namiznem tenisu                                   |
| 1984     | Mitja Prešeren                                                                                                   | Pomembno organizacijsko in strokovno delo, zlasti v plavanju                         |
| 1984     | Dušan Senčar | Uspešno organizacijsko in strokovno delo v smučarskem športu                         |
| 1984     | Dagmar Šuster | Ustvarjalno organizacijsko delo v športu                                             |
| 1984     | Stane Urek | Propagandna dejavnost in strokovno delo v telesni kulturi                            |
| 1984     | Padalska ekipa ALC (Dušan Intihar, Darko Svetina, Roman Božič, Benjamin Šmid, Branko Mirt)                       | Padalstvo                                                                            |
| 1985     | Janez Kocijančič                                                                                                 | Organizacijsko delo v smučarski organizaciji                                         |
| 1985     | Ernest Nagy | Več kot 50-letno delo v športu                                                       |
| 1985     | Bruno Parma | Šah                                                                                  |
| 1985     | Janez Ponebšek                                                                                                   | Uspešno organizacijsko in strokovno delo v atletiki                                  |
| 1985     | Draga Stamejčič - Pokovec                                                                                        | Atletika                                                                             |
| 1985     | Rajko Šugman | Uspešno družbeno politično, organizacijsko in strokovno delo v športu                |
| 1985     | Karlo Vončina | 40-letno uspešno delo pri razvoju množične telesne kulture                           |
| 1985     | Janez Zemljarič                                                                                                  | Uspešno vodstveno in organizacijsko delo v telesni kulturi                           |
| 1985     | Organizacijski komite Planica                                                                                    | Smučarski skoki in poleti                                                            |
| 1985     | Slovensko planinsko društvo Trst                                                                                 | Uspešen razvoj planinstva in telesnokulturne dejavnosti med zamejskimi Slovenci      |
| 1986     | Evgen Bergant | Dolgoletno delo v športu, športnem novinarstvu in publicistična dejavnost            |
| 1986     | Adolf Klojčnik                                                                                                   | Dolgoletno pedagoško, organizacijsko in znanstveno delo v športu                     |
| 1986     | Rok Petrovič | Alpsko smučanje                                                                      |
| 1986     | Dušan Povrh | Organizacijsko in strokovno delo v atletiki, prispevek k razvoju športnega filma     |
| 1986     | Ljubica Vučetič - Zavrnik                                                                                        | Strokovno delo v športni medicini                                                    |
| 1986     | Odprava Cerro Torre 1985/1986                                                                                    | Prvenstveni alpinistični vzpon v Patagoniji                                          |
| 1986     | Organizacijski komite FIS Bohinj                                                                                 | Prispevek pri razvoju smučanja in ohranjanje tradicije smučarskega teka              |
| 1986     | ŠD Partizan Gorje                                                                                                | Dosežki v organizaciji športne rekreacije krajanov                                   |
| 1987     | Rajmond Debevec                                                                                                  | Športno strelstvo                                                                    |
| 1987     | Cveto Pavčič | Tekmovalni dosežki in strokovno ter organizacijsko delo v športu                     |
| 1987     | Bojan Pavletič                                                                                                   | Razvoj telesne kulture med Slovenci na Tržaškem                                      |
| 1987     | Ciril Praček | Dolgoletno uspešno delo v smučanju in alpinizmu ter publicistiki                     |
| 1987     | Mateja Svet | Alpsko smučanje                                                                      |
| 1987     | Pavla Trogar | Uspehi na področju množičnega športa, strokovno in organizacijsko delo               |
| 1987     | SSK Elektrotehna Ilirija                                                                                         | Smučarski skoki                                                                      |
| 1988     | Matjaž Debelak                                                                                                   | Smučarski skoki                                                                      |
| 1988     | Jože Fišer | Dolgoletno uspešno organizacijsko in strokovno delo v športu                         |
| 1988     | Tilka Gajšek | Prispevek k razvoju odbojke in košarke v Sloveniji                                   |
| 1988     | Beno Hvala | Delovanje v športu in velik prispevek k razvoju športnega programa na RTV Ljubljana  |
| 1988     | Janez Krušic | Velik prispevek k razvoju gorništva in alpinizma                                     |
| 1988     | Sadik Mujkić in Bojan Prešeren                                                                                   | Veslanje                                                                             |
| 1988     | Primož Ulaga | Smučarski skoki                                                                      |
| 1988     | Smučarska skakalna reprezentanca Jugoslavije (Matjaž Debelak, Primož Ulaga, Miran Tepeš, Matjaž Zupan)           | Smučarski skoki                                                                      |
| 1989     | Tomo Česen | Alpinizem                                                                            |
| 1989     | Milan Dolenc | Konjeništvo                                                                          |
| 1989     | Miloš Janša in Stanko Slivnik                                                                                    | Veslanje                                                                             |
| 1989     | Andrej Jelenc | Kanu na divjih vodah                                                                 |
| 1989     | Leopold Krajnčič                                                                                                 | Organizacijsko delo na mnogih toriščih telesne kulture                               |
| 1989     | Uredništvo športnih oddaj Radia Ljubljana                                                                        | 40-letni ustvarjalen prispevek k razvoju športa v Sloveniji                          |
| 1990     | Anton Franzot | Dolgoletno aktivno delovanje v hokeju na ledu                                        |
| 1990     | Tugo Klasinc | Več kot 50-letno delovanje v športu                                                  |
| 1990     | Niko Vrabl | Organizacijsko in strokovno delo v športu                                            |
| 1990     | Jure Zdovc | Košarka                                                                              |
| 1990     | TVD Partizan Narodni dom                                                                                         | Ritmična gimnastika                                                                  |
| 1991     | Tjaša Andrée-Prosenc                                                                                             | Umetnostno drsanje in kotalkanje                                                     |
| 1991     | Nataša Bokal | Alpsko Smučanje                                                                      |
| 1991     | Lojze Gorjanc | Dolgoletno in uspešno delo s smučarskimi skakalci in organizacija smučarskega sklada |
| 1991     | Milan Jerman | Organizacijsko delo v slovenski in jugoslovanski atletiki                            |
| 1991     | Franci Petek | Smučarski skoki                                                                      |
| 1991     | Rokometni klub Celje Pivovarna Laško                                                                             | Rokomet                                                                              |
| 1992     | Iztok Čop in Denis Žvegelj                                                                                       | Veslanje                                                                             |
| 1992     | Jože Javornik | Organizacijsko delo v smučarskih skokih                                              |
| 1992     | Marika Kardinar                                                                                                  | Kegljanje                                                                            |
| 1992     | Roman Lešek | Organizacijski, strokovni in tekmovalni dosežki v atletiki                           |
| 1992     | Marko Prezelj in Andrej Štremfelj                                                                                | Alpinizem - osvojitev gore Kangčenzenge                                              |
| 1992     | Četverec brez krmarja (Milan Janša, Janez Klemenčič, Sašo Mirjanič, Sadik Mujkić)                                | Veslanje                                                                             |
| 1992     | Revija Šport | 40-letno izhajanje in dognano obravnavanje strokovnih in teoretičnih vprašanj športa |
| 1993     | Slavko Brinovec                                                                                                  | Dolgoletno in uspešno delo v športu                                                  |
| 1993     | Franc Fingušt | Dolgoletno delo v avtomobilističnem športu                                           |
| 1993     | Igor Majcen | Plavanje                                                                             |
| 1993     | Lojze Mikolič | Uspešno trenersko delo v strelstvu                                                   |
| 1993     | Ekipa kanuistov 3 x C-1 slalom (Simon Hočevar, Jože Vidmar, Boštjan Žitnik)                                      | Kanu na divjih vodah                                                                 |
| 1993     | Organizacijsko odbor Zlate lisice                                                                                | Uspešna izvedba mednarodnih smučarskih tekmovanj                                     |
| 1994     | Britta Bilač | Atletika                                                                             |
| 1994     | Štefan Ošina | Življenjsko delo v športu                                                            |
| 1994     | Aljaž Pegan | Gimnastika                                                                           |
| 1994     | Trenerska ekipa smučarske reprezentance (Tomaž Cerkovnik, Pavel Grašič, Marko Jurjec, Jaro Kalan, Stojan Puhalj) | Alpsko smučanje                                                                      |
| 1995     | Brigita Bukovec                                                                                                  | Atletika                                                                             |
| 1995     | Silvo Kristan | Življenjsko delo v športu                                                            |
| 1995     | Pavle Šegula | Življenjsko delo v planinstvu                                                        |
| 1996     | Jure Kastelic | Strokovno delo z vrhunskimi športniki                                                |
| 1996     | Viktor Krevsel                                                                                                   | Dosežki pri pedagoškem, strokovnem in znanstveno-raziskovalnem delu                  |
| 1996     | Tone Praček | Izjemen prispevek k razvoju slovenskega športa                                       |
| 1996     | Andraž Vehovar                                                                                                   | Kajak na divjih vodah                                                                |
| 1997     | Franci Čop | Tekmovalno, strokovno in organizacijsko delo v alpskem smučanju                      |
| 1997     | Primož Peterka                                                                                                   | Smučarski skoki                                                                      |
| 1997     | Leon Štukelj | Življenjsko delo v športu                                                            |
| 1998     | Metod Klemenc | Življenjsko delo v športu                                                            |
| 1998     | Tomaž Čopi in Mitja Margon                                                                                       | Jadranje                                                                             |
| 1998     | Smučarski klub Tržič                                                                                             | Izjemen prispevek k razvoju smučanja pri nas                                         |
| 1999     | Gregor Cankar | Atletika                                                                             |
| 1999     | Branko Elsner | Življenjsko delo v nogometu                                                          |
| 1999     | Tomaž Humar | Alpinizem                                                                            |
| 1999     | Marjan Jemec | Življenjsko delo v športu                                                            |
| 1999     | Luka Špik | Veslanje                                                                             |
| 2000     | Jože Hladnik | Življenjsko delo na področju športne vzgoje in atletike                              |
| 2000     | Davo Karničar | Smučarski spust z Mount Everesta                                                     |
| 2000     | Špela Pretnar | Alpsko smučanje                                                                      |
| 2000     | Janko Strel | Izjemen prispevek k razvoju slovenskega športa                                       |
| 2001     | Martina Čufar | Športno plezanje                                                                     |
| 2001     | Zvone Zanoškar                                                                                                   | Življenjsko delo v športu                                                            |
| 2001     | Rokometni klub Krim ETA Neutro Roberts                                                                           | Rokomet                                                                              |
| 2002     | Jolanda Čeplak                                                                                                   | Atletika                                                                             |
| 2002     | Janez Matoh | Izjemen prispevek k razvoju slovenskega športa                                       |
| 2002     | Miha Terdič | Kajak na divjih vodah                                                                |
| 2002     | Andrej Škufca in Katarina Venturini                                                                              | Športni ples                                                                         |
| 2002     | Smučarska skakalna reprezentanca Slovenije (Damjan Fras, Robert Kranjec, Peter Žonta, Primož Peterka)            | Smučarski skoki                                                                      |
| 2003     | Dejan Košir | Deskanje na snegu                                                                    |
| 2003     | Tomislav Levovnik                                                                                                | Izjemen prispevek k razvoju slovenskega športa                                       |
| 2003     | Peter Mankoč | Plavanje                                                                             |
| 2003     | Mitja Petkovšek                                                                                                  | Gimnastika                                                                           |
| 2003     | Ludvik Ravnik | Življenjsko delo v športu                                                            |
| 2004     | Milan Amer | Življenjsko delo v športu, posebej kegljanju                                         |
| 2004     | Vasilij Žbogar                                                                                                   | Jadranje                                                                             |
| 2004     | Urška Žolnir | Judo                                                                                 |
| 2005     | Rok Benkovič | Smučarski skoki                                                                      |
| 2005     | Davor Mizerit in Matej Prelog                                                                                    | Veslanje                                                                             |
| 2005     | Raša Sraka | Judo                                                                                 |
| 2005     | Jože Mešl | Izjemen prispevek k razvoju slovenskega športa                                       |
| 2006     | Irena Avbelj | Športno padalstvo                                                                    |
| 2006     | Lucijan Kozlovič                                                                                                 | Življenjsko delo v športu                                                            |
| 2006     | Božidar Marinič                                                                                                  | Življenjsko delo v športu                                                            |
| 2007     | Marcel Djurdjevič                                                                                                | Življenjsko delo in izjemen prispevek k razvoju rokometa                             |
| 2007     | Petra Majdič | smučarski tek                                                                        |
| 2007     | Stane Trbovc | Življenjsko delo v športu                                                            |
| 2008     | Primož Kozmus | atletika                                                                             |
| 2008     | Jože Okoren | Uspešno delo v invalidskem športu                                                    |
| 2008     | Stane Papež | Življenjsko delo v rokometu                                                          |
| 2008     | Adi Vidmajer | Življenjsko delo v atletiki in planinstvu                                            |
| 2009     | Sara Isakovič | Plavanje                                                                             |
| 2009     | Peter Kauzer | Kajak na divjih vodah                                                                |
| 2009     | Brane Oblak | Nogomet                                                                              |
| 2009     | Evgen Titan | Življenjsko delo na področju športa v Prekmurju                                      |
| 2010     | Tina Maze | Alpsko smučanje                                                                      |
| 2010     | Dejan Zavec | Boks                                                                                 |
| 2010     | Lucija Polavder                                                                                                  | Judo                                                                                 |
| 2010     | Rolando Pušnik                                                                                                   | Rokomet                                                                              |
| 2010     | Milan Kneževič                                                                                                   | Življenjsko delo na področju šaha                                                    |
| 2011     | Smučarska skakalna reprezentanca Slovenije (Robi Kranjec, Peter Prevc, Jurij Tepeš in Jernej Damjan)             | Smučarski skoki                                                                      |
| 2011     | Slavko Ivezič | Izjemen prispevek k razvoju slovenskega rokometa                                     |
| 2011     | Meta Zagorc | Izjemen prispevek k razvoju slovenskega plesa                                        |
| 2011     | Janko Popovič | Življenjsko delo v športu                                                            |
| 2012     | Biatlonska mešana štafeta (Andreja Mali, Teja Gregorin, Klemen Bauer in Jakov Fak)                               | Biatlon                                                                              |
| 2012     | Franjo Izlakar                                                                                                   | Atletika                                                                             |
| 2012     | Marjan Fabjan | Judo                                                                                 |
| 2012     | Mina Markovič | Plezanje                                                                             |
| 2013     | Rudi Hiti | izjemen prispevek k razvoju športa                                                   |
| 2013     | Rok Marguč | vrhunski mednarodni športni dosežek                                                  |
| 2013     | Peter Vilfan | vrhunski mednarodni športni dosežek                                                  |
| 2013     | Srečko Remih | življenjsko delo v športu                                                            |
| 2014     | Žan Košir | vrhunski mednarodni športni dosežek                                                  |
| 2014     | Peter Prevc | vrhunski mednarodni športni dosežek                                                  |
| 2014     | Miklavž Sever | življenjsko delo v športu                                                            |
| 2015     | Marta Bon | izjemen prispevek k razvoju slovenskega športa                                       |
| 2015     | Slovenska moška odbojkarska reprezentanca                                                                        | vrhunski mednarodni športni dosežek                                                  |
| 2015     | Rudi Zavrl | življenjsko delo v športu                                                            |
| 2016     | Jelko Gros | izjemen prispevek k razvoju slovenskega športa                                       |
| 2016     | Srečko Katanec                                                                                                   | izjemen prispevek k razvoju slovenskega športa                                       |
| 2016     | Martin Steiner                                                                                                   | življenjsko delo v športu                                                            |
| 2016     | Tina Trstenjak                                                                                                   | vrhunski mednarodni športni dosežek                                                  |
| 2017     | slovenska košarkarska reprezentanca                                                                              | vrhunski mednarodni športni dosežek                                                  |
| 2017     | slovenska rokometna reprezentanca                                                                                | vrhunski mednarodni športni dosežek                                                  |
| 2017     | Benjamin Savšek                                                                                                  | vrhunski mednarodni športni dosežek                                                  |
| 2017     | Ilka Štuhec | vrhunski mednarodni športni dosežek                                                  |
| 2018     | Jakov Fak | vrhunski mednarodni športni dosežek                                                  |
| 2018     | Janja Garnbret                                                                                                   | vrhunski mednarodni športni dosežek                                                  |
| 2018     | Drago Bunčič | življenjsko delo v športu                                                            |
| 2018     | Adolf Urnaut | življenjsko delo v športu                                                            |
| 2019     | Primož Roglič | vrhunski mednarodni športni dosežek                                                  |
| 2019     | Eva Terčelj | vrhunski mednarodni športni dosežek                                                  |
| 2019     | Milan Žvan | izjemen prispevek k razvoju slovenskega športa                                       |
| 2019     | Vladimir Čermak                                                                                                  | življenjsko delo v športu                                                            |
| 2019     | Boris Kutin | življenjsko delo v športu                                                            |
| 2020     | Tadej Pogačar | vrhunski mednarodni športni dosežek                                                  |
| 2020     | Slovenska rokometna reprezentanca iz leta 2004                                                                   | vrhunski mednarodni športni dosežek                                                  |
| 2020     | Marjeta Kovač | življenjsko delo v športu                                                            |
| 2020     | Polonca Sladič                                                                                                   | življenjsko delo v športu                                                            |
| 2021     | Ema Klinec, Nika Križnar, Špela Rogelj in Urša Bogataj                                                           | vrhunski mednarodni športni dosežek                                                  |
| 2021     | Slovenska košarkarska reprezentanca                                                                              | vrhunski mednarodni športni dosežek                                                  |
| 2021     | Anamarija Lampič                                                                                                 | vrhunski mednarodni športni dosežek                                                  |
| 2021     | Peter Ozmec | življenjsko delo v športu                                                            |
| 2022     | Peter Prevc, Cene Prevc, Timi Zajc in Lovro Kos                                                                  | vrhunski mednarodni športni dosežek                                                  |
| 2022     | Žan Kranjec | vrhunski mednarodni športni dosežek                                                  |
| 2022     | Tim Mastnak | vrhunski mednarodni športni dosežek                                                  |
| 2022     | Gloria Kotnik | vrhunski mednarodni športni dosežek                                                  |
| 2023     | Anže Lanišek | vrhunski mednarodni športni dosežek                                                  |
| 2023     | Janez Penca | življenjsko delo v športu                                                            |
| 2023     | Vojko Orel | življenjsko delo v športu                                                            |
| 2023     | Franc Ekar | življenjsko delo v športu                                                            |
| 2024     | Nejc Žnidarčič, Anže Urankar in Simon Oven                                                                       | vrhunski mednarodni športni dosežek                                                  |
| 2024     | Andreja Leški | vrhunski mednarodni športni dosežek                                                  |
| 2024     | Toni Vodišek | vrhunski mednarodni športni dosežek                                                  |
| 2024     | Franček Gorazd Tiršek                                                                                            | vrhunski mednarodni športni dosežek                                                  |
| 2024     | Dejan Fabčič in Živa Lavrinc                                                                                     | vrhunski mednarodni športni dosežek                                                  |
| 2024     | Janez Vodičar | življenjsko delo v športu                                                            |
| 2024     | Irena Rosa | življenjsko delo v športu                                                            |
| za nazaj | Polona Dornik | vrhunski mednarodni športni dosežek                                                  |
| za nazaj | Franc Šimonič | vrhunski mednarodni športni dosežek                                                  |
| za nazaj | Rudolf Kocmut | vrhunski mednarodni športni dosežek                                                  |
| za nazaj | Rajko Kopač | vrhunski mednarodni športni dosežek                                                  |
| za nazaj | Mateja Pintar Pustovrh                                                                                           | vrhunski mednarodni športni dosežek                                                  |
| za nazaj | Katja Koren | vrhunski mednarodni športni dosežek                                                  |
| za nazaj | Veselka Pevec | vrhunski mednarodni športni dosežek                                                  |
| za nazaj | Danijel Pavlinec                                                                                                 | vrhunski mednarodni športni dosežek                                                  |
| za nazaj | Tatjana Majcen Ljubič                                                                                            | vrhunski mednarodni športni dosežek                                                  |
| za nazaj | Anamari Velenšek                                                                                                 | vrhunski mednarodni športni dosežek                                                  |
| za nazaj | ekipa odbojka Sede                                                                                               | vrhunski mednarodni športni dosežek                                                  |
| za nazaj | Jože Flere | vrhunski mednarodni športni dosežek                                                  |
| za nazaj | Pavla Sitar-Bencek                                                                                               | vrhunski mednarodni športni dosežek                                                  |
| za nazaj | Franc Komar | vrhunski mednarodni športni dosežek                                                  |
| za nazaj | Dragica Lapornik                                                                                                 | vrhunski mednarodni športni dosežek                                                  |
| za nazaj | Alenka Cuderman                                                                                                  | vrhunski mednarodni športni dosežek                                                  |
| za nazaj | Darko Kisovec | vrhunski mednarodni športni dosežek                                                  |
| za nazaj | Vesna Fabjan | vrhunski mednarodni športni dosežek                                                  |
| za nazaj | moška košarkarska reprezentanca gluhih, 2001                                                                     | vrhunski mednarodni športni dosežek                                                  |
| za nazaj | Samo Petrač | vrhunski mednarodni športni dosežek                                                  |
| za nazaj | Sabina Hmelina                                                                                                   | vrhunski mednarodni športni dosežek                                                  |
| za nazaj | Alojzija Meglič                                                                                                  | vrhunski mednarodni športni dosežek                                                  |
| za nazaj | Katja Koren | vrhunski mednarodni športni dosežek                                                  |
| za nazaj | Jure Košir | vrhunski mednarodni športni dosežek                                                  |
| za nazaj | Leja Glojnarič                                                                                                   | vrhunski mednarodni športni dosežek                                                  |
| za nazaj | Mirko Jerman | vrhunski mednarodni športni dosežek                                                  |
| za nazaj | Aljoša Žorga | vrhunski mednarodni športni dosežek                                                  |
| za nazaj | Maks Stopar in Marjan Paveu                                                                                      | vrhunski mednarodni športni dosežek                                                  |
| za nazaj | Marjan Lampelj                                                                                                   | vrhunski mednarodni športni dosežek                                                  |
| za nazaj | Anja Drev | vrhunski mednarodni športni dosežek                                                  |
| za nazaj | Iris Breganski                                                                                                   | vrhunski mednarodni športni dosežek                                                  |
| za nazaj | Anton Klepec | vrhunski mednarodni športni dosežek                                                  |
| za nazaj | Leon Gostiša | vrhunski mednarodni športni dosežek                                                  |
| za nazaj | moška košarkarska reprezentanca gluhih, 2005                                                                     | vrhunski mednarodni športni dosežek                                                  |